# Tipula (Eumicrotipula) capucina
Tipula (Eumicrotipula) capucina is een tweevleugelige uit de familie langpootmuggen (Tipulidae). De soort komt voor in het Neotropisch gebied.